# Akafuku
Akafuku (赤福) est une pâtisserie japonaise fondée en 1707, à l'époque Edo. Encore en activité à Ise en 2009, sa longévité lui permet de faire partie de l'Association des Hénokiens.
Akafuku fut d'abord un salon de thé pour les pèlerins, à l'époque d'Edo. Elle est à l'origine de l’akafukumochi.